# Reichsbuchhändler
Die Reichsbuchhändler waren eine Gruppe von Verlegern und Buchhändlern, die im 18. und im 19. Jahrhundert gegen die von den norddeutschen Verlegern unter der Leitung von Philipp Erasmus Reich initiierten Reformen auf dem deutschen Buchmarkt kämpften. Die Reichsbuchhändler kamen hauptsächlich aus den süddeutschen Gebieten, Österreich, hierunter auch der Nachdrucker Thomas von Trattner, und der Schweiz.
Die Reichsbuchhändler kritisierten die von den Leipziger Verlegern und Unternehmen beschlossenen Reformen, welche auswärtige Verleger und Unternehmen auf der Leipziger Buchmesse finanziell benachteiligten. Diese Benachteiligung führte unter anderem auch dazu, dass die Reichsbuchhändler sich 1775 im hessischen Hanau zusammenfanden, um auf einer eigens gegründeten Messe, dem sogenannten Hanauer Bücherumschlag, Nachdrucke der populärsten norddeutschen Druckerzeugnisse zu tauschen. Der Konflikt lag unter anderem in der von den Leipzigern eingeführten Handelsform begründet, der Nettohandel sollte den bis dahin geltenden Tauschhandel ersetzen. Diese neue Handelsform brachte den Reichsbuchhändlern solch gravierende finanzielle Nachteile, dass sie die sogenannten Reichbuchshandlungart entwickelten.
Die Handelsform Reichbuchshandlungart wurde 1788 auch von den norddeutschen Verlegern mit der sogenannten Nürnberger Schlußnahme von 1788 übernommen. Dort hatten 19 süddeutsche und Schweizer Buchhändler ein generelles Rückgaberecht und 33 % Rabatt beim Kauf gefordert. Diese neue Handelsform stellte einen Kompromiss dar zwischen dem vormals existierenden Tauschhandel (auch Verstechen oder Change-Handel genannt) und dem von den Leipzigern eingesetzten Nettohandel, der sich bis heute in der Form des Konditionshandels neben dem Festbezug als gängige Verkehrsform des Buchhandels in Deutschland gehalten hat.